# Kotezi (Ravno, BiH)
Kotezi su naseljeno mjesto u općini Ravno, Federacija Bosne i Hercegovine, BiH.

## Povijest
Po službenim popisima, koji se počinju provoditi od kraja 19. stoljeća, selo su većinom nastanjivali katolici uz određen udio muslimana i pravoslavaca. U selu je sačuvana džamija kojoj nije poznata godina gradnje.
Godine 1648. u vrelima se spominje kako je selo poharala kuga. Prema izvješću providura Dolfija, u Kotezima je 1696., serdar Damjan Kadijević osvojio tri osmanlijske utvrde s 60 vojnika. Tada se Popovo jedan kratak period nalazio pod mletačkom upravom.
U mjestu je 1882. godine izgrađena katolička crkva sv. Nikole. Godine 1908. u selu je otvorena Pučka škola „Petar Zrinski”. U studenom 1991., sjeverni dio Popova okupiraju velikosrpske snage te je u selu ostalo samo 13 Hrvata, a u lipnju 1996. tek dvoje.
Do potpisivanja Daytonskog mirovnog sporazuma bilo je dio istoimenog naseljenog mjesta u sastavu tadašnje općine Trebinje koja je ušla u sastav Republike Srpske.

## Stanovništvo
Prema popisu iz 2013. godine bilo je bez stanovnika.

### Članci
- Vidović, Domagoj. 2012. Toponimija sela Kotezi u Popovu. Rasprave: Časopis Instituta za hrvatski jezik i jezikoslovlje. Institut za hrvatski jezik. Zagreb. 38 (1): 123–144